# Blang Keude
Blang Keude is een bestuurslaag in het regentschap Bireuen van de provincie Atjeh, Indonesië. Blang Keude telt 544 inwoners (volkstelling 2010).